# Salmo 47
El salmo 47  es, según la numeración hebrea, el cuadragésimo séptimo salmo del Libro de los salmos de la Biblia. Corresponde al salmo 46 según la numeración de la Biblia Septuaginta griega, empleada también en la Vulgata latina. Por este motivo, recogiendo la doble numeración, a este salmo también se le refiere como el salmo 47 (46).
Comienza en inglés en la versión de la Biblia del Rey Jacobo : " O aplaude ". El Libro de los Salmos es la tercera sección de la Biblia hebrea y un libro del Antiguo Testamento cristiano . En la versión griega de la Septuaginta de la Biblia, y en su traducción latina en la Vulgata , este salmo es el Salmo 46 en un sistema de numeración ligeramente diferente. En latín, se conoce como "Omnes gentes plaudite manibus".  El salmo es un salmo de himno . Es uno de los doce salmos atribuidos a los hijos de Coré., y uno de los cincuenta y cinco salmos dirigidos al "Músico principal" o "Director".
El salmo es una parte regular de las liturgias judía , católica , luterana , anglicana y otras liturgias protestantes. Se le ha puesto música a menudo, sobre todo por Heinrich Schütz , Ralph Vaughan Williams , John Rutter y Oskar Gottlieb Blarr .

## Antecedentes
En la tradición judía, el Salmo 47 es uno de los 12 salmos atribuidos a los hijos de Coré. También se clasifica como parte del "Salterio Elohista" (Salmos 42-83), que incluye salmos que se refieren a Dios como Elohim en lugar de Yahveh. El Salmo 47 también se agrupa con otros salmos que declaran la realeza de Dios, como se indica en el versículo 7.
En la erudición cristiana, el Salmo 47 es uno de los siete " salmos de entronización " que se refieren a la coronación de Dios como rey en una ocasión festiva.  También se ha sugerido que el tema del Salmo 47 es "el regocijo universal por el reino universal de Dios".
Según los eruditos cristianos, el versículo 6 (versículo 5 en la versión de la Biblia del Rey Jacobo), "Dios ha subido con un grito", indica que el salmo fue escrito cuando el rey David trajo el arca del pacto al monte Sion . Alternativamente, es una alusión a la Ascensión de Jesús a la Sion celestial después de completar su misión en la tierra.

## Temas
El Salmo 47 incluye alusiones a Rosh Hashaná , el día del juicio en el judaísmo. El versículo 6, que cita el shofar que se toca en Rosh Hashaná, insinúa aún más a Dios ascendiendo a sus tronos de juicio y misericordia, temas que resuenan con el día del juicio. La conexión se explica en el Midrash:
Yehuda bar Nahmani comenzó en el nombre de Shimon ben Lakish: "Elohim asciende en medio de gritos, YHWH al toque del shofar" (Salmos 47: 6). Cuando el Santo asciende para sentarse en el trono del juicio, es para hacer justicia estricta, como dice, "Elohim sube en medio de gritos". Cuando los judíos toman sus shofar y los hacen sonar, inmediatamente "YHWH al toque del shofar". ¿Qué hace el Santo? Surge del trono del juicio, se sienta en el trono de la misericordia, se llena de misericordia hacia ellos y transforma el atributo de la justicia estricta en el atributo de la misericordia por ellos. ¿Cuándo? En Rosh Hashaná (Levítico Rabá 29: 3). 
El mismo versículo 6 también alude al shofar que suena al final de la festividad de Yom Kippur , cuando la Presencia Divina , que ha descansado sobre el pueblo judío durante el día de la expiación, regresa al cielo. Este verso se puede traducir, "Dios asciende con un teruah", siendo teruah una referencia al sonido del shofar.

## Texto
La siguiente tabla muestra el texto en hebreo del salmo con vocales, junto con el texto en griego koiné de la Septuaginta  y la traducción al españlo de la Biblia del Rey Jacobo. Tenga en cuenta que el significado puede diferir ligeramente entre estas versiones, ya que la Septuaginta y el texto masorético provienen de tradiciones textuales diferentes.  En la Septuaginta, este salmo está numerado como Salmo 46.
| #      | Hebreo                                                        | Español | Griego                                                                                             |
| ------ | ------------------------------------------------------------- | --- | -------------------------------------------------------------------------------------------------- |
| [ 12 ] | לַמְנַצֵּ֬חַ ׀ לִבְנֵי־קֹ֬רַח מִזְמֽוֹר׃                                       | (Al músico principal, salmo para los hijos de Coré). | Εἰς τὸ τέλος· ὑπὲρ τῶν υἱῶν Κορὲ ψαλμός. -                                                         |
| 1      | כׇּֽל־הָ֭עַמִּים תִּקְעוּ־כָ֑ף הָרִ֥יעוּ לֵ֝אלֹהִ֗ים בְּק֣וֹל רִנָּֽה׃                       | O aplaudid, todos los pueblos; aclamad a Dios con voz de triunfo.                                                                                               | ΠΑΝΤΑ τὰ ἔθνη κροτήσατε χεῖρας, ἀλαλάξατε τῷ Θεῷ ἐν φωνῇ ἀγαλλιάσεως.                              |
| 2      | כִּֽי־יְהֹוָ֣ה עֶלְי֣וֹן נוֹרָ֑א מֶ֥לֶךְ גָּ֝ד֗וֹל עַל־כׇּל־הָאָֽרֶץ׃                       | Porque el Señor es terrible, es un gran Rey sobre toda la tierra.                                                                                               | ὅτι Κύριος ὕψιστος, φοβερός, βασιλεὺς μέγας ἐπὶ πᾶσαν τὴν γῆν.                                     |
| 3      | יַדְבֵּ֣ר עַמִּ֣ים תַּחְתֵּ֑ינוּ וּ֝לְאֻמִּ֗ים תַּ֣חַת רַגְלֵֽינוּ׃                           | Él someterá a los pueblos bajo nosotros, y a las naciones bajo nuestros pies.                                                                                   | ὑπέταξε λαοὺς ἡμῖν καὶ ἔθνη ὑπὸ τοὺς πόδας ἡμῶν·                                                   |
| 4      | יִבְחַר־לָ֥נוּ אֶת־נַחֲלָתֵ֑נוּ אֶ֥ת־גְּא֨וֹן יַעֲקֹ֖ב אֲשֶׁר־אָהֵ֣ב סֶֽלָה׃                  | Él elegirá nuestra herencia, la excelencia de Jacob, a quien amó. Selah.                                                                                        | ἐξελέξατο ἡμῖν τὴν κληρονομίαν αὐτοῦ, τὴν καλλονὴν ᾿Ιακώβ, ἣν ἠγάπησεν. (διάψαλμα).                |
| 5      | עָלָ֣ה אֱ֭לֹהִים בִּתְרוּעָ֑ה יְ֝הֹוָ֗ה בְּק֣וֹל שׁוֹפָֽר׃                              | Dios ha subido con un grito, el Señor con el sonido de una trompeta.                                                                                            | ἀνέβη ὁ Θεὸς ἐν ἀλαλαγμῷ, Κύριος ἐν φωνῇ σάλπιγγος.                                                |
| 6      | זַמְּר֣וּ אֱלֹהִ֣ים זַמֵּ֑רוּ זַמְּר֖וּ לְמַלְכֵּ֣נוּ זַמֵּֽרוּ׃                             | Cantad alabanzas a Dios, cantad alabanzas: cantad alabanzas a nuestro Rey, cantad alabanzas.                                                                    | ψάλατε τῷ Θεῷ ἡμῶν, ψάλατε, ψάλατε τῷ βασιλεῖ ἡμῶν, ψάλατε,                                        |
| 7      | כִּ֤י מֶ֖לֶךְ כׇּל־הָאָ֥רֶץ אֱלֹהִ֗ים זַמְּר֥וּ מַשְׂכִּֽיל׃                              | Porque Dios es el Rey de toda la tierra: cantad alabanzas con entendimiento.                                                                                    | ὅτι βασιλεὺς πάσης τῆς γῆς ὁ Θεός, ψάλατε συνετῶς.                                                 |
| 8      | מָלַ֣ךְ אֱ֭לֹהִים עַל־גּוֹיִ֑ם אֱ֝לֹהִ֗ים יָשַׁ֤ב ׀ עַל־כִּסֵּ֬א קׇדְשֽׁוֹ׃                    | Dios reina sobre las naciones; Dios se sienta en el trono de su santidad.                                                                                       | ἐβασίλευσεν ὁ Θεὸς ἐπὶ τὰ ἔθνη, ὁ Θεὸς κάθηται ἐπὶ θρόνου ἁγίου αὐτοῦ.                             |
| 9      | נְדִ֘יבֵ֤י עַמִּ֨ים ׀ נֶאֱסָ֗פוּ עַם֮ אֱלֹהֵ֢י אַבְרָ֫הָ֥ם כִּ֣י לֵ֭אלֹהִים מָֽגִנֵּי־אֶ֗רֶץ מְאֹ֣ד נַֽעֲלָֽה׃ | Los príncipes del pueblo se han reunido, incluso el pueblo del Dios de Abraham, porque los escudos de la tierra pertenecen a Dios, que es grandemente exaltado. | ἄρχοντες λαῶν συνήχθησαν μετὰ τοῦ Θεοῦ ῾Αβραάμ, ὅτι τοῦ Θεοῦ οἱ κραταιοὶ τῆς γῆς σφόδρα ἐπήρθησαν. |

## Comentarios

### De la iglesia católica

#### A todo el salmo
El Salmo 47 desplaza el foco desde Jerusalén, exaltada en el Salmo 46 por ser morada de Dios, hacia Dios mismo, proclamado rey universal. Esta realeza divina, ya anunciada en Salmo 24 y plenamente desarrollada en los Salmos 93–100, se presenta aquí en relación directa con la elección de Israel y la centralidad del Templo como signo de su presencia gloriosa. La estructura del salmo se organiza en torno a dos llamados a la alabanza (vv. 2 y 7), cada uno seguido de su justificación teológica: la primera (vv. 3–6) exalta el señorío de Dios sobre la tierra y su elección de Israel como pueblo propio; la segunda (vv. 8–10) destaca su dominio sobre las naciones y la incorporación de estas a la adoración del Dios de Jacob.
El salmo, de fuerte carácter litúrgico y celebrativo, anticipa una visión inclusiva del reinado divino: Dios no solo gobierna a Israel, sino que convoca a todos los pueblos a su soberanía y culto. En la lectura cristiana, esta aclamación se asocia con la exaltación de Cristo como rey universal, cuya Pascua inaugura una nueva humanidad reunida en la Iglesia. Esta comunidad, compuesta por gentes de todas las naciones, se convierte en signo y realización de la soberanía de Dios sobre toda la tierra, anunciada proféticamente en este himno.

#### A los versículos 1-7
El Salmo 47 emplea gestos y fórmulas propias de la entronización de un monarca terreno —como la aclamación con vítores y el acompañamiento musical— para proclamar la soberanía de Dios como rey universal. La invitación inicial, dirigida a “todos los pueblos”, establece de inmediato un horizonte inclusivo y cósmico. El Dios de Israel, llamado aquí «el Señor» y también «Elyon» (el Altísimo), no es una divinidad tribal o local, sino el soberano trascendente, superior a todo poder humano o divino, como ya aparece en tradiciones antiguas.
Al titularlo «el gran Rey», se le concede un título reservado en la política imperial a monarcas como el rey de Asiria, pero aplicado aquí al único que tiene autoridad sobre toda la tierra. Esta soberanía no es abstracta: se ha manifestado históricamente en el amor con que eligió a Israel, otorgándole la tierra prometida como herencia (vv. 4–5), y en el reconocimiento litúrgico de su presencia real a través del Arca de la Alianza. La entrada del Arca en Jerusalén y su entronización en el Templo durante los reinados de David y Salomón representan actos fundacionales que consagran a Dios como rey en medio de su pueblo. El salmo relee estos acontecimientos como signos de un reinado que trasciende a Israel y alcanza a todas las naciones.

#### A los versículos 8-10
El Salmo 47 culmina con una escena litúrgica en el Templo, donde se invita a rendir homenaje al Dios de Israel como rey de toda la tierra. Esta alabanza no es improvisada, sino que debe ser elevada con el «himno más bello», expresión que alude a un canto elaborado con sabiduría, digno del Dios que reina desde su trono santo, representado por el Arca de la Alianza (v. 9). En esta celebración no participan solo los israelitas: también los «príncipes» o «escudos» —término que simboliza a los poderosos de la tierra— se unen a la asamblea. Su presencia sugiere la universalidad del reinado divino, en el que convergen todas las naciones, reunidas con el pueblo del Dios de Abrahán, herederas de la bendición prometida.
La Iglesia apostólica interpretó este salmo a la luz de la Ascensión de Cristo, viendo en el versículo 6 (“Dios asciende entre aclamaciones”) una figura del momento en que Cristo entra en el santuario celestial. Por eso el salmo es parte integral de la liturgia de la fiesta de la Ascensión. En Cristo ascendido y glorificado, la Iglesia reconoce al Rey universal, cuyo trono no es un lugar físico, sino la soberanía compartida con el Padre. Al proclamar este reinado, la Iglesia participa activamente en la realización del designio salvífico universal: reunir a todos los pueblos en la alabanza del único Dios, cumpliendo así la promesa hecha a Abrahán.

El Reino de Cristo no es de este mundo. Por eso, la Iglesia, o Pueblo de Dios, al hacer presente este Reino no quita ningún bien temporal a ningún pueblo. Al contrario, ella favorece y asume las cualidades, las riquezas y las costumbres de los pueblos en la medida que son buenas, y al asumirlas, las purifica, las desarrolla y las enaltece. La Iglesia, en efecto, recuerda que su misión es congregar a las naciones con aquel Rey que las recibió en herencia (cfr Sal 2,8) y a cuya ciudad traen regalos y dones. Este carácter de universalidad que distingue al Pueblo de Dios es un don del mismo Señor. Gracias a este carácter, la Iglesia católica tiende siempre y eficazmente a reunir a la humanidad entera con todos sus valores, bajo Cristo como Cabeza, en la unidad de su Espíritu.

## Usos

### Judaísmo
El Salmo 47 se recita siete veces antes de que suene el shofar en Rosh Hashaná . Estas siete repeticiones corresponden a las siete menciones de Elohim (Dios) en este salmo, y también aluden a los siete cielos que Dios creó.
El versículo 6 es uno de los diez versos incluidos en el grupo conocido como Shofrot (versos relacionados con el sonido del shofar), recitado durante la oración de Mussaf en ambos días de Rosh Hashaná.
Según el Sidur Avodas Israel , el Salmo 47 se recita como la canción del día en el segundo día de Rosh Hashaná.

### Cristianismo
Dado que la línea "Dios ha subido con un grito" se ha relacionado con la Ascensión de Jesús, el salmo se utiliza en las liturgias del día festivo .
Este salmo forma parte de la Liturgia de las horas de la Iglesia católica y se reza en las Laudes de los miércoles de la primera semana. Para facilitar la comprensión en la Liturgia de las horas cada salmo tiene un título en rojo (rúbrica) que no forma parte del salmo. El título del Salmo 47 es El Señor es rey de todas las cosas.

#### Iglesia Anglicana
En la Iglesia Anglicana, el Salmo 47 es parte de la Oración Vespertina del Día 9, junto con el Salmo 48 y el Salmo 49 .

## Configuraciones musicales
El salmo y los versos seleccionados se pusieron música a menudo, centrándose en el llamado a aplaudir y cantar, y se relacionaron con la línea "Dios ha subido con un grito" que se ha relacionado con la Ascensión de Jesús . Heinrich Schütz puso el salmo en alemán como parte del texto del Salterio de Becker , Frohlockt mit Freud, ihr Völker all , para coro como su SWV 144. Marc-Antoine Charpentier puso en 1683-85 una "Omnes gentes plaudite manibus" H. 192, para 3 voces, 2 instrumentos de agudos y continuo. Johann Sebastian Bach comenzó una cantata para la Ascensión con tres versos del salmo, Gott fähret auf mit Jauchzen , BWV 43, estrenada en 1726.  Carl Martin Reinthaler puso el salmo completo en alemán para coro, Frohlocket mit Händen, alle Völker . En 1904, Florent Schmitt compuso un escenario para soprano solo, coro, órgano y orquesta, llamado Psaume XLVII .
Orlando Gibbons (1583-1625) estableció el salmo en inglés para coro. Ralph Vaughan Williams puso el salmo en inglés en 1920 como O aplaude , un motete para coro y orquesta. John Rutter puso los versos 1 al 7, O aplaude , para coro y órgano u orquesta en 1973.  Oskar Gottlieb Blarr compuso una configuración para soprano, tenor, coro (ad lib.), Trompeta, trombón, percusión (batería de acero), violín, arpa y contrabajo en 1998. Rory Cooney estableció el Salmo 47 para Ascension , subtitulado God Mounts His Throneen 2003, participó para solista, coro de tres partes, montaje y metales. También se puede realizar en una versión reducida con acompañamiento de guitarra.
Muchos himnos se inspiran en el Salmo 47.  Incluyen el inglés La soberanía universal de Cristo con el incipit "Regocijaos, pueblo, dad homenaje", publicado en 1902,  y el alemán "Völker aller Land", escrito por Georg Thurmair en 1964 y revisado en 1971, cuando fue seleccionado para aparecer en el himnario católico alemán Gotteslob de 1975 .  Incluso más himnos recogen temas del Salmo 47, incluido " Alabado sea el Señor, el Todopoderoso ", que parafrasea los versículos 6–9.